# Nainativu-Nagapooshani-Amman-Tempel

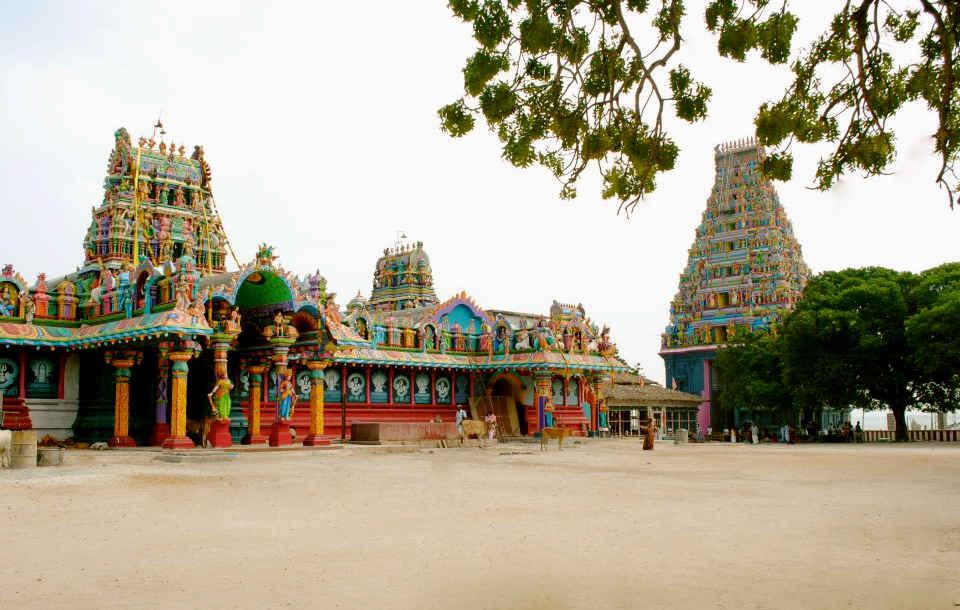
Nainai-Nagapooshani-Amman-Tempel

Der Nainativu-Nagapooshani-Amman-Tempel (tamilisch: நயினாதீவு ஸ்ரீ நாகபூஷணி அம்மன் கோவில், transkribiert: Nayiṉātīvu Sri Nākapūshaṇi Am'maṉ Kōyil, auch Nainai-Sri-Nagapooshani-Amman-Tempel) ist ein Hindutempel auf der zu Sri Lanka gehörenden Insel Nainativu. Er ist der weiblichen Gottheit Sri Nagapooshani Amman geweiht.

## GöttinSri Nagapooshani Amman

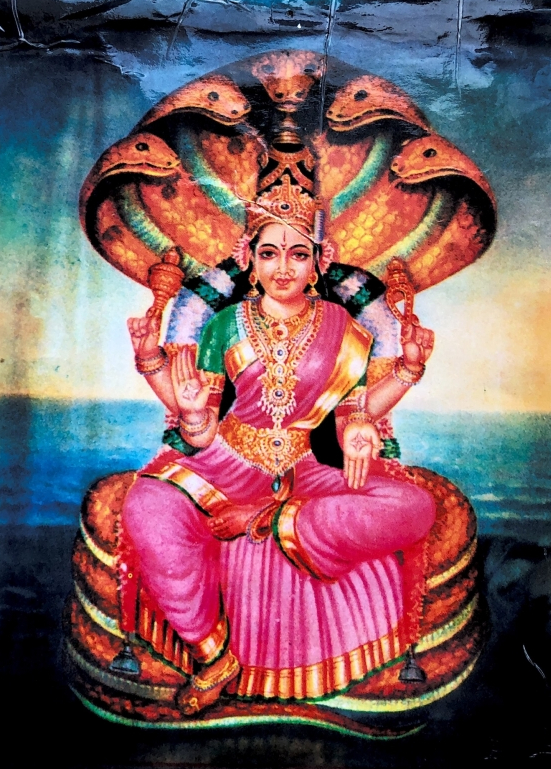
Die Göttin Nagapooshani Amman

Nach den Shaktas war am Anfang das Feuer, die Personifizierung der göttlichen Mutter Amman. Aus diesem Feuer entstand das Universum, das von der Göttin Bhuvaneshwari regiert wird. Im Sonnensystem innerhalb der Milchstraße befindet sich die Erde. Südlich vom Berg Kailash, im Indischen Ozean, wo die Wellen sanft schaukeln, liegt die Insel Sri Lanka, dessen Krone in der Palkstraße im Nordwesten des Landes die sieben Klanginseln ausmacht, zu der auch Nainativu gehört. Zu unbekannter Zeit begann die Verehrung der Göttin Sri Nagapooshani Amman auf dieser Insel.
Die Göttin Nainai Sri Nagapooshani Amman („Heilige Muttergöttin von Nainativu, die von der Schlange verehrt wurde“) wird von den Insulanern und deren Familien und Nachkommen, auch wenn sie nicht mehr dort leben, verehrt. Sie ist also eine ethnozentrische Göttin. Der Tempel wird jährlich von mehr als hunderttausend Pilgern besucht.
Der Name der Göttin hat verschiedene Schreibweisen: நாகபூசணி, நாகபூஷணி, நாகபூஸணி, நாகபூஜணி (wobei der S-Laut eine unterschiedliche Betonung aufweist). Dementsprechend gibt es auch verschiedene Transliterationen, die im Ausland genutzt werden: Nagapooshani, Nagapoosani, Naagapoosany, Naakaboosani, Nakapucani, Naagapuschani.

### Mantra zur Meditation der Göttin - Dhyana Shloka
| Vers | tamilische Lautschrift aus dem Sanskrit | Lautschrift aus dem Tamilischen                           | Übersetzung |
| ---- | --------------------------------------- | --------------------------------------------------------- | --- |
| 1    | நயினைத்த்வீப நிவாஸிநீம் நதிகிருதாம் ஆனந்த சந்தாயினீம்        | nayinaidvipe nivasinim natikirutaam ananta santayanim     | Die Herrscherin von Allem, die in Nainativu residiert                                                                 |
| 2    | பக்தாரீஷ்ட நிவாரிணீம் விதிசுதைர் நாகைப் புரா பூஜிதாம்          | bhaktarishta nivarinim vitisutayir naakai puraa puujitaam | diejenige, die nach dem Willen der Gläubigen handelt, da die Schlange vor langer Zeit                                 |
| 3    | நாகானாம் ஜனநீதி லோகவதனைக்கியாதாம் சுபாம் சாஸ்வதாம்          | naagaanaam jananiti lokavasanaikyatam supaam saasvataam   | eine heilige Blume zur Allmächtigen Mutter opferte. Das Volk auf der Erde wird mit der Herzigkeit der Mutter belohnt. |
| 4    | நௌமித்வாம் பரதேவதாம் மம மனோபீஷ்டார்த்த சித்திப்பிரதாம்       | naumitvaam paratevataam mama mano pishdaarta sittipratam  | Es gibt keine andere Mutter, die höher als du gestellt ist.                                                           |

### Weitere Mantras, die der Göttin gewidmet sind
| tamilische Lautschrift aus dem Sanskrit                | Lautschrift aus dem Tamilischen                                                              | Übersetzung |
| ------------------------------------------------------ | -------------------------------------------------------------------------------------------- | --- |
| ஓம் ஸ்ரீ நாகபூஷணாம் பிகாயை நமோ நம:                                | om sri nagapooshanaam bikayai namo nama:                                                     | Gegrüßt seist du, oh Schlangengöttin! |
| ஸர்வ மங்கல மாங்கல்யே ஸிவே ஸர்வார்த ஸாதிகே, ஷரண்யே த்ரயம்பகே கௌரி நாராயணி நமோஸ்துதே | sarva mangala mangalye shive sarvatra sadhike saranyae tryambike gowri narayani namostute    | Verehrung der dreiäugigen Mutter Narayani. Sie bringt Glück und erfüllt alle Wünsche des Suchers (sowohl materielle als auch spirituelle).                                                           |
| நாகபூஷணி தேவ்யை நம:                                          | nagapooshani devyai nama:                                                                    | Verehret die Schlangengöttin! |
| நாக ராஜேஸ்வரீய நமாலாய புஷ்பம் சமர்ப்பயாமி                            | naga rajeshwariya namalaya pushpam samarpayami                                               | Lasset uns die Blumen an die Schlangenkönigin opfern! |
| ஸரணாகத தீனார்த பரித்ராண பராயணே, ஸர்வஸ் யார்த்தி ஹரே தேவி நாராயணி நமோஸ்துதே      | sharanagata dinarta paritrana parayane sarvas yarti hare devi narayani namostute             | Ehrerbietung der Göttin Narayani, welche die Verzweifelten und in Not Geratenen, die bei ihr Zuflucht suchen, rettet. Gegrüßt seist du, oh Devi, die du die Leiden deiner Verehrer/innen beseitigst. |
| புவனேஸ்வரியாய வித்மஹே, இந்திராட்சை தீமகி, தன்னோ நாகபூசண்யை பிரசோதயாட்           | bhuvaneshwaryaya vidmahe indraxyai dheemahi tanno nagapooshanyai prachodayat                 | Anfangs war sie die Göttin Bhuvaneshwari, welche sich als Indrakshi, zu Nagapooshani vollendete. |
| யா தேவி ஸர்வ பூதேஷு நாகபூஷணி திஸ்திதா நமஸ்தஸ்யை நமஸ்தஸ்யை நமஸ்தஸ்யை நமோ நம:    | ya devi sarva bhuteshu nagapooshani tistitha namastasyai namastasyai namastasyai namo namah: | Diejenige, die in Allem steckt, ist Nagapooshani. Gegrüßt seist du, gegrüßt seist du, gegrüßt seist du!                                                                                              |

## Tägliche Verehrung der Göttin
Nainai Sri Nagapooshani Amman wird täglich in sechs Pujas (Gottesdiensten) verehrt. Jede besteht aus einem abhishekam (heilige Waschung), alangaram (Schmückung), naivedyam (Opfergabe) und deepa aradhanai (Feuerritual). Die Pujas werden von Musik von nathaswaram (Flöte) und tavil (Schlagwerk) begleitet. Religiöse Texte aus den Veden werden durch die Priester rezitiert. Pilger verbeugen sich vor dem Zentralschrein.
Es gibt bis zu 15 Priester im Tempel, die täglich und insbesondere an Festtagen Pujas durchführen. Wie in vielen Tempeln sind dies Angehörige der shivaistischen Adishaivas, einer brahmanischen Unterkaste.
Die 3,5 km² große Insel Nainativu, auf der der Tempel liegt, ist für die Pilger seit jeher nur mit Schiffen erreichbar. Diese fahren vom Hafen Kurrikaduwan ab.

## Legenden des Tempels
Eine der Legenden des Tempels besagt, dass Indra von Gautama Maharishi verflucht wurde und auf die Insel Nainativu floh. Indra ging mit der Ehefrau Gautamas, Ahalya, fremd und wurde daraufhin verflucht. Er bekam tausende Vulven und floh auf die Insel, um nicht verspottet zu werden. Er begann dort die Göttin Bhuvaneshwari als Statue zu bauen, sie zu weihen und sie zu verehren. Er tat dies, um Bhuvaneshwaris Segen zu erhalten, damit der Fluch entweiche. Die Göttin änderte die Vulven zu Augen und nahm den Namen „Indrakshi“ an (wörtlich: Indra-äugige).

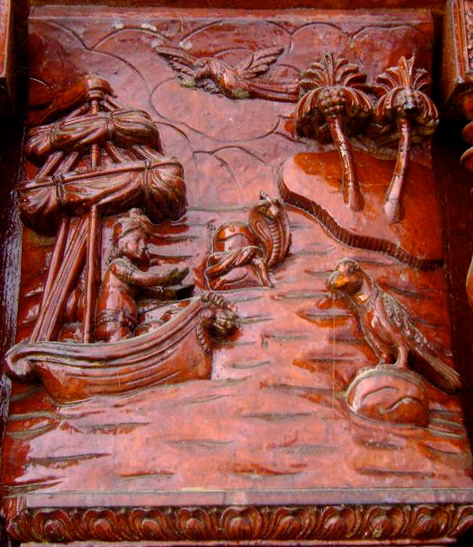
Legende der Schlange und Garuda

Eine andere Legende besagt, dass eine Kobra von der benachbarten Insel Puliyanthivu mit einer Lotusblume im Maul nach Nainativu schwamm, um die Göttin Bhuvaneshwari dort zu verehren. Ein Adler (Garuda) sah die Kobra und wollte sie fressen. Aus Angst schlug die Schlange sich selber auf einen Stein ein: dieser Stein heißt heute "Paambu Sutriya Kal" (= Stein an dem sich die Schlange erschlug), er soll sich etwa 500 m vor der Küste Nainativus befinden. Der Adler Garuda befand sich auf einem anderen Stein etwas weiter weg - "Garudan Kal" (= Stein des Adlers"). Ein Händler (Maanikan) aus dem Chola-Königreich (ein Verehrer Bhuvaneshwaris) sah dieses Ereignis auf dem Weg nach Naka Nadu in  der Palkstraße. Er bat den Adler, die Schlange in Ruhe zu lassen. Der Adler stimmte zu unter der Bedingung, dass der Händler einen schönen Tempel bauen würde und die Göttin als Nagapooshani verehrte. Der Händler stimmte zu und baute den Tempel. Der Adler tauchte dreimal in den Ozean, um sich für seine Sünden gegen die Schlangen zu entschuldigen.

### Shakti Peetha
Die Berühmtheit des Tempels steigerte sich, als Guru Adi Shankaracharya den Tempel in seinem „Shakti Peetha Stotra“ erwähnte und hier eine weitere Legende zum Ursprung des Tempels erzählte:
Sati heiratete Shiva, aber Shivas Vater Daksha wollte nicht, dass er sie heiratet. Daksha organisierte ein Feuerritual, ohne die beiden einzuladen, jedoch kam Sati dorthin. Daksha beleidigte Shiva und versuchte Sati zu überzeugen. Sati konnte die Beleidigungen an ihren Ehemann nicht mehr ertragen und brachte sich als Opfer um.
Shiva wurde wütend und erschuf Veerabhadra und Bhadrakali, wilde Wesen, die alles in Chaos brachten. Ihnen sind zu Ehren Tempel geweiht (der Nainai Virabhadra Tempel und der Nainai-Kali-Amman-Tempel). Virabhadra brachte nämlich Daksha um.
Einige Überlieferungen behaupten, dass ein wütender Shiva den furchteinflößenden und ehrfurchtgebietenden Tandava-Tanz mit der toten Sati auf den Schultern ausübte. Während des Tanzes zerbrach der Körper und die Körperteile fielen auf verschiedene Orte der Erde. Eine andere Überlieferung meint, dass Shiva den Körper Satis auf die Schultern legte und vor Trauer um die Welt rannte. Vishnu nutze seinen Sudarshana Chakra (eine Waffe mit vielen Zacken), um die Leiche zu zerstückeln.
Beide Überlieferungen berichten, dass Satis Körper in 64 Stücke geteilt wurde und auf die Erde fiel. Diese 64 Stätten werden Shakti Peetha (= „Sitz von Shakti“) genannt. Diese Tempel sind in verschiedenen Formen der allmächtigen Göttin geweiht und wurden Zentren zur Verehrung der Göttin von Shaktas (Hindus, die an eine weibliche allmächtige Göttin glauben).
Der Nainai-Nagapooshani-Amman-Tempel ist der Ort, wo geglaubt wird, dass das Fußkettchen von Sati fiel. Die Fußkettchen haben für die Verehrung von Shakti eine große Bedeutung. Dieses Ornament wird außerdem im berühmten Epos Silapathikaram erwähnt - wo die Geschichte mit einem Fußkettchen beginnt und endet.

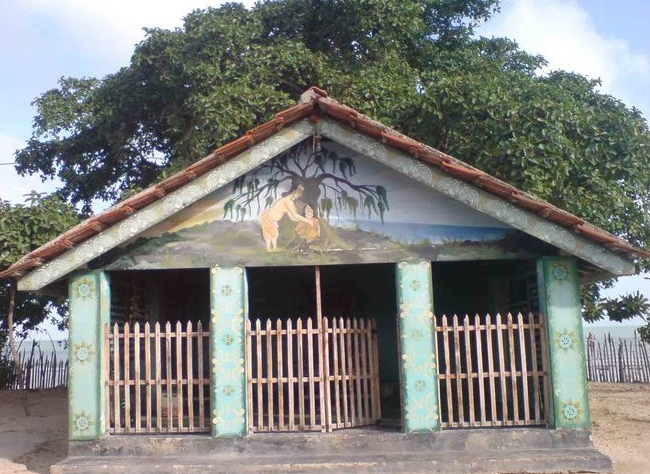
Tempel, an dem die Göttin während der Invasion der Portugiesen gelagert wurde

## Geschichte
Der Tempel wird im Manimegalai erwähnt, einem Epos, welcher zu den alten Epen der tamilischen Kultur gehört.
Er wurde durch die Portugiesen im Jahr 1620 zerstört. Eine Legende besagt, dass die heiligen geweihten Statuen der Göttin während der Zerstörung in Bäumen in Sicherheit gebracht worden sind.
Der heutige Tempel wurde von etwa 1720 bis 1790 gebaut.

## Aufbau des Tempelkomplexes
Der Tempelkomplex besteht aus vier Gopurams (Tempeltürme/-eingänge), dem Zentralschrein Garbhagriha und einer Reihe von Tempelhallen für verschiedene Zwecke. Er wird von dem Weg Ammana Veedhi umgeben und begrenzt. Er soll nach heutigem Stand bis zu 10.000 Statuen beinhalten. Der Tempelkomplex ist wie ein großes Mandala aufgebaut, dessen Eigenschaften nach dem Glauben der Pilger durch mehrere Umrundungen des Zentralschreins aktiviert werden.

### Weihungen
Mahakumbhabhishekam ist ein Fest, welches alle 12 Jahre gefeiert wird, um die Energien in einem Hindutempel zu erfrischen.
Die erste Erbauung des Tempels fand 1788 unter der Führung von Ramalingar Ramachandirar statt. Zu dieser Zeit kamen zum Tempelfest etwa 10.000 Pilger. Im Jahre 1935 erbaute Velanai Somasuntharamaniyam den Ostgopuram. Der Tempel war wie jeder andere auch aufgebaut. Er hatte einen Zentralschrein, Vorraum und einen Hauptraum. Im Januar 1951 begannen durch Kaaraikudi M Chellakannu Sthapatis der Bau des großen Tempels. Am 26. April 1951 wurde der Tempel eingeweiht. Weitere Weihungen fanden am 3. Juni 1963 und am 28. August 1983 statt. 
Zuletzt fand die Kumbhabhishekam am 24. Januar 2024 statt. Die nächste Wiedereinweihung wird im Jahre 2036 erfolgen.

### ZentralschreinGarbhagriha

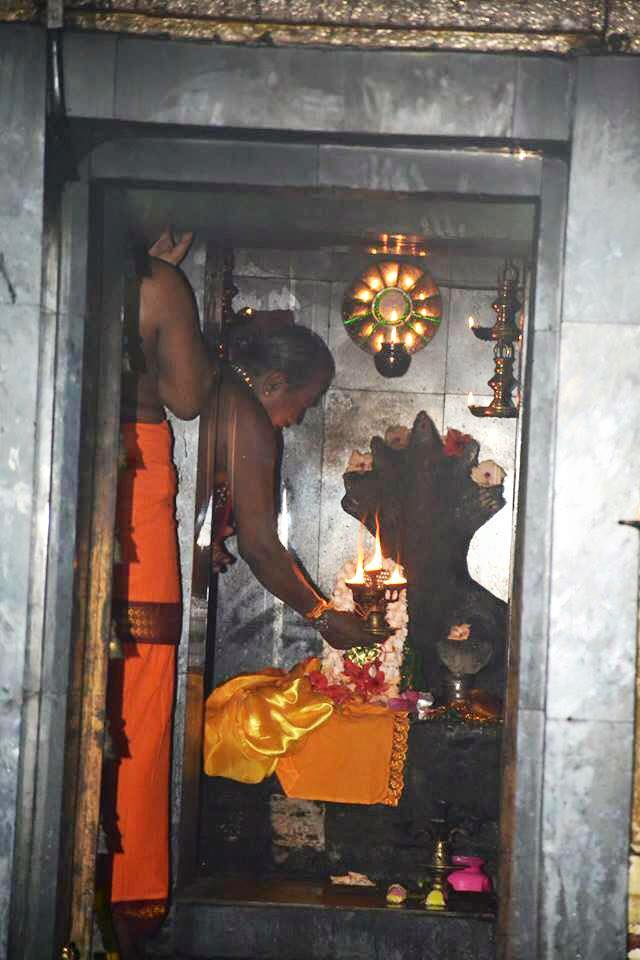
Die Göttin wird mit Licht bestrahlt.Die geweihte Statue von Sri Nagapooshani Amman im Garbhagriha, das Heiligtum.

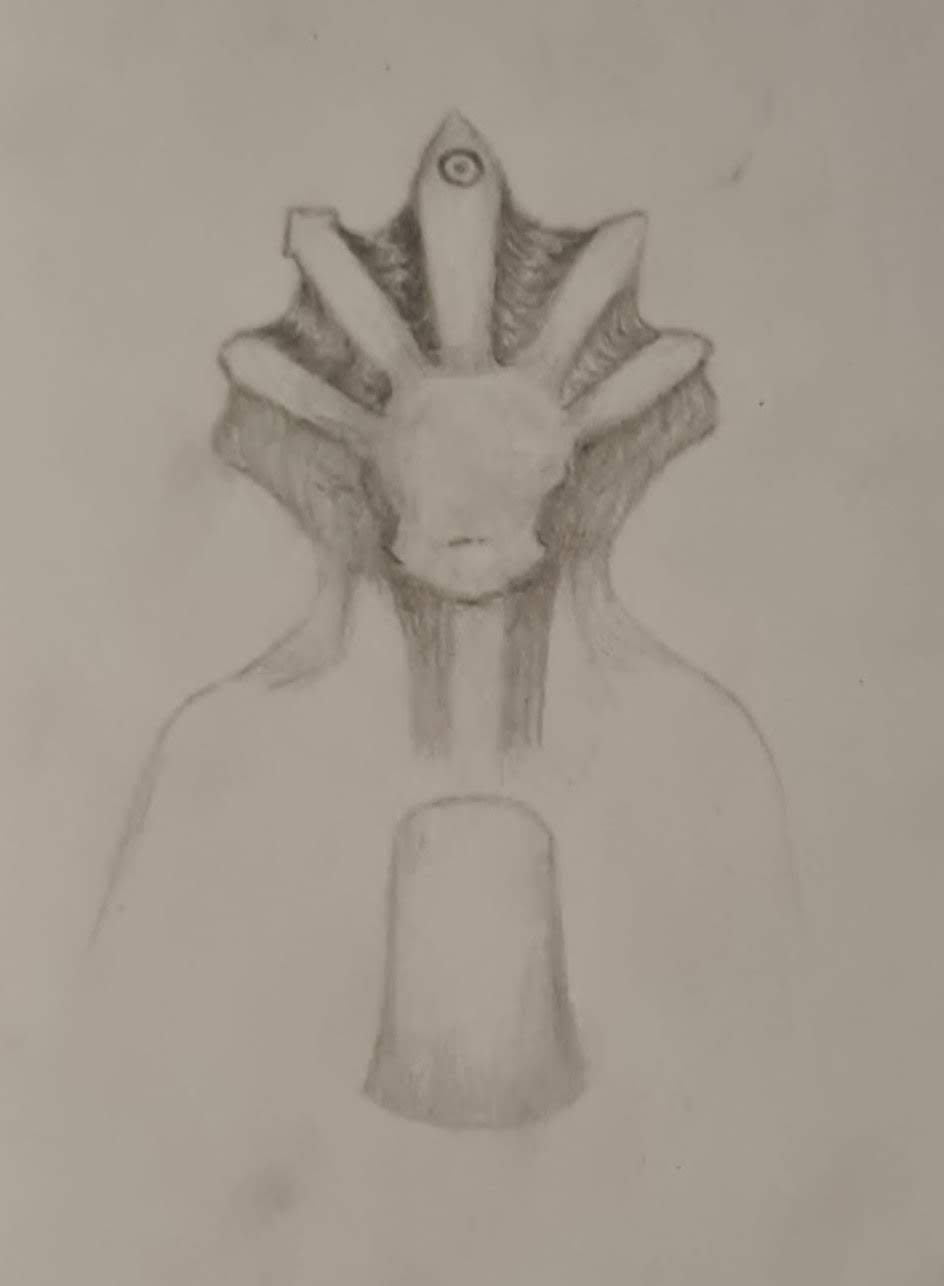
Eine Skizze der Skulptur

Der moolasthana oder auch garbhagriha (= „Gebärmutterkammer“) ist der Zentralschrein der Göttin Nagapooshani Amman und ihres Gatten Nayinar Swami (eine Form Shivas). Der Schrein wurde nach alter dravidischer Hinduarchitektur gebaut. Die innere Wand des Tempels und die äußere Wand des Schreins formen sich zu einem pradakshina (Pfad) um den garbhagriha. Der Eingang ist mit vielen Gemälden, Skulpturen und Öllampen dekoriert. Über dem garbhagriha erhebt sich ein drei Meter hoher Turm. Der garbhagriha hat zwei Zugänge: den Haupteingang, nach Osten geöffnet wie bei allen Hindutempeln, und einer nach Süden. Ein bemerkenswertes Detail ist, dass Shiva und Shakti nebeneinander platziert und somit gleichgestellt worden sind. Dies ist einzigartig, da sonst in allen Tempeln einzelne Schreine angefertigt werden.
Vor dem Garbhagriha gibt es den Dwajasthambham (kodi maram = Fahnenmast), der ursprünglich aus Silber bestand, aber während der Renovierung im Jahr 2012 durch Messing ersetzt wurde.

### Tempeltürme
Die etwa 6 bis 7,5 Meter hohen Tempeltürme wurden von 2010 bis 2012 renoviert und einheitlich bemalt.

#### Rajarajagopuram

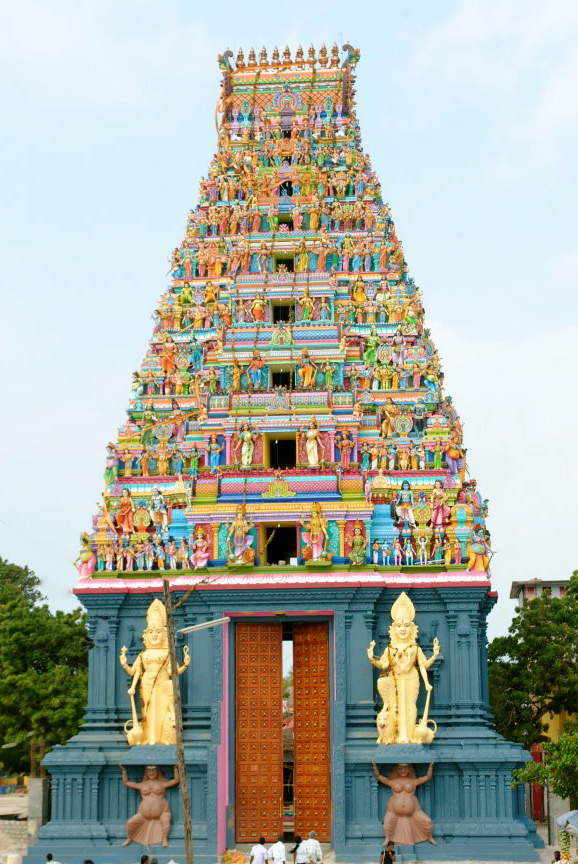
Rajarajagopuram

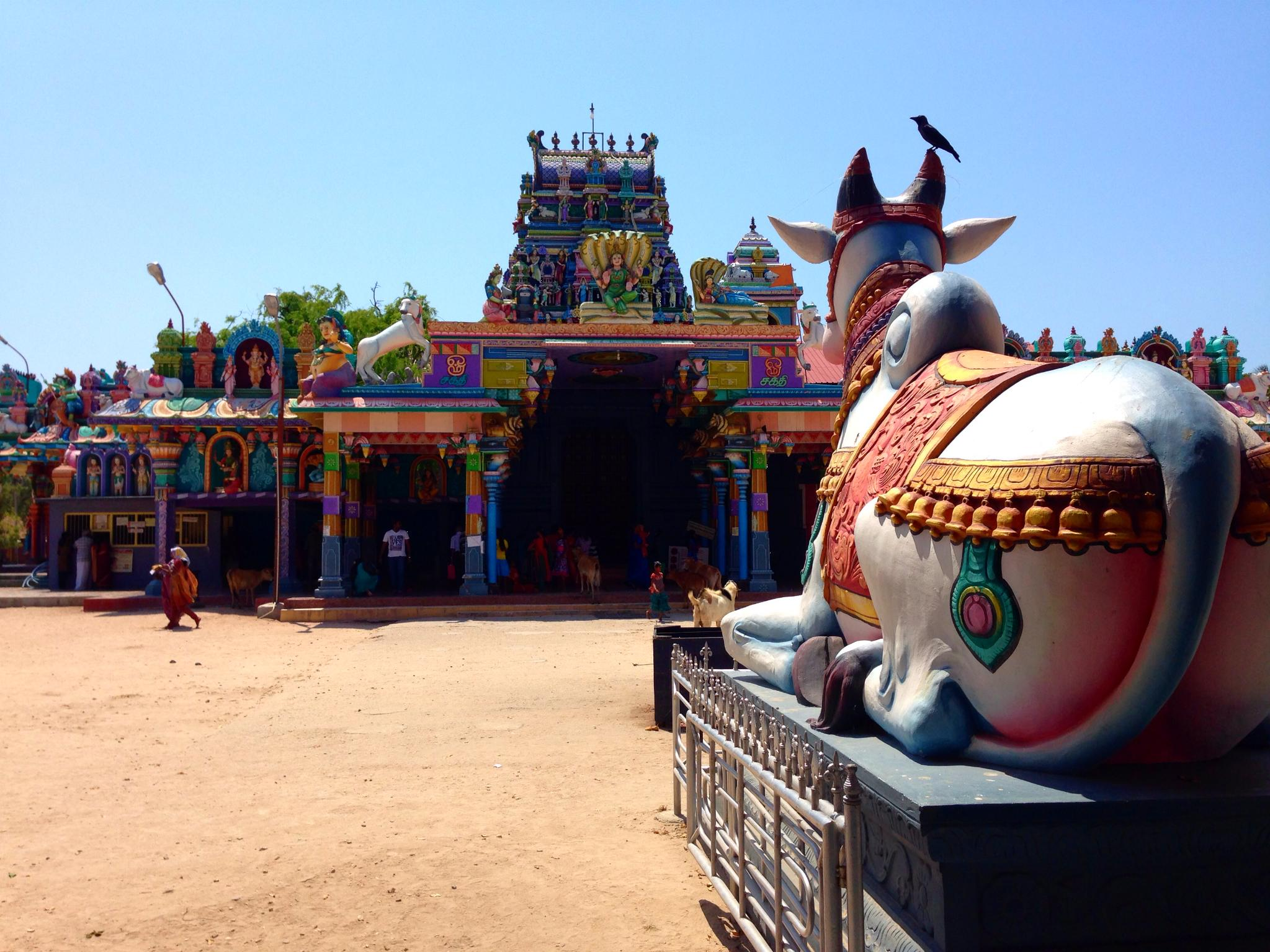
Nandi zum Tempel gerichtet

Der Rajarajagopuram (wortwörtlich: König der Königstürme) oder auch Ostturm ist 108 Fuß (32,92 Meter) hoch. Der Turm besteht aus über 2000 Skulpturen, die auf allen vier Seiten zu sehen sind. Er besteht aus neun Stufen und hat 9 kalasas (goldene Krüge) auf dem Dach. Der Turm wurde mithilfe von indischen Bildhauern aus Tamil Nadu von 2010 bis 2012 erbaut. Der ehemalige östliche Turm war der älteste Turm des Tempelkomplexes (Der Ostturm wird immer zuerst gebaut). Er ließ die Sonne mitten durch das Meer hinein in den Tempel scheinen. Der Turm hatte zuvor sehr wenige Statuen. Wenn man durch diesen Eingang das Gelände betritt, so sieht man sofort die geweihte Statue Nagapooshanis.

#### Südlicher Gopuram
Der südliche Gopuram ist im Dezember 2011 dem Tempelkomplex hinzugefügt worden und hat heute den Zweck, die Bewohner der Insel und Besucher vom nahe gelegenen buddhistischen Tempel Nagadeepa Purana Vihara zu begrüßen. Er hat die wenigsten Skulpturen und ist der kleinste. Rechts neben dem Südgopuram gibt es einen großen Stein, der wie ein Rettungsring aussieht, aber einen alten Anker darstellen soll. Arabische Schiffe nutzten solche Anker.

### Tempelhallen
Amuthasurabhi Annadhana Mandapam
Der Amuthasurabhi Annadhana Mandapam versorgt täglich die Besucher und Pilger des Tempels. Er ist etwa 2 Minuten vom Tempel entfernt. Er verfolgt die Werte, die im Epos „Manimekalai“ erwähnt werden. In der Epik Manimekalai wird beschrieben, dass eine überfüllende Almosenschale (namens Amuthasurabhi) an der Küste der Insel Manipallavam (alter Name Nainativus) gefunden wurde.

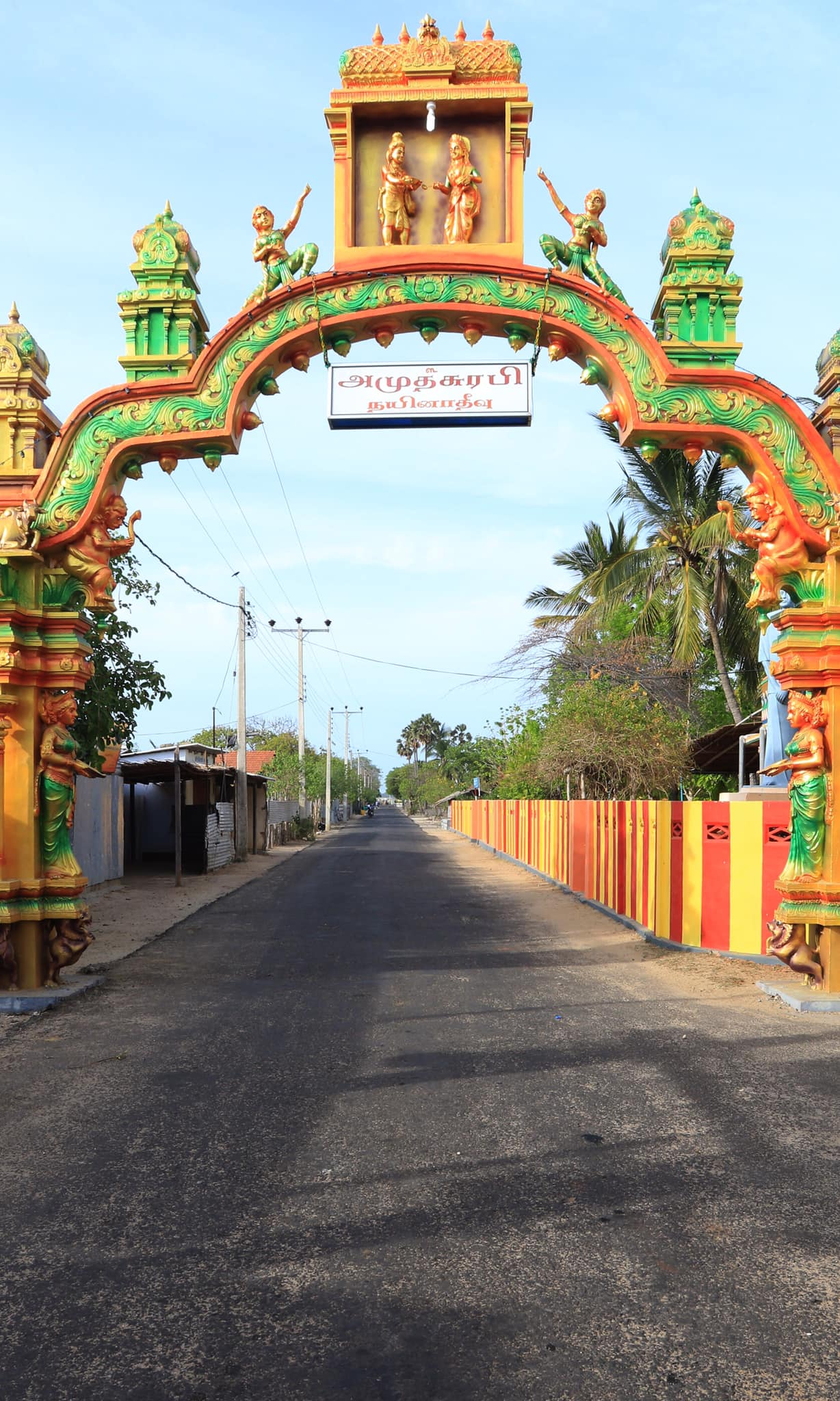
Eingangstor des Amuthasurabhi Annadhana Mandapams

Zusammenfassung von Manimekalai: Eine Tänzerin namens Manimekalai wird von dem König Udayakumar verfolgt um sie zu heiraten, jedoch möchte sie ein spirituelles Leben führen. Die Seegöttin Manimekalai ließ Manimekalai einschlafen und brachte sie auf die Insel Manipallavam (heutiges Nainativu). Nachdem sie aufwachte lief sie um die Insel und fand den Altar Buddhas (den Lord Indra dort gesetzt hatte, auf dem Buddha lehrte). Menschen die den Altar verehren, würden sich magischerweise an ihre vorherigen Reinkarnationen erinnern. Manimekalai verehrte ihn und wusste von ihren ehemaligen Leben. Deeva-Teelakai erzählt mehr von dem Altar und macht Manimekalai auf ein magisches Objekt aufmerksam namens Amuthasurabhi (Kuh des Überflusses), welches für alle Ewigkeit Hunger stillen soll.
Annapoorneshwari Annadhana Mandapam
Der Annapoorneshwari Annadhana Mandapam dient der Versorgung besonders vieler Pilger. Er wird auch oft von Hochzeitsgesellschaften verwendet. Er enthält eine Statue von Annapoorneshwari (Göttin der Nahrung und des Überflusses), es finden jedoch keine Pujas statt.
Sri Bhuvaneswari Kalai Aranga Mandapam
Der Sri Bhuvaneswari Kalai Aranga Mandapam ist für Events und Vorführungen gebaut worden. Es werden Tempeltänze getanzt, Lieder gesungen und Instrumente gespielt.
Kalyanamandapam
Der Kalyanamandapam wird bei Hochzeiten genutzt.
Vasanthamandapam
Der Vasanthamandapam am südlichen Tempeleingang wird bei speziellen Ritualen und Festen genutzt, um die Utsavamurtis, zusätzlich angefertigte Skulpturen, die speziell für Umzüge gedacht sind, bei Festen abzusetzen.
Vahanamandapam
Der Vahanamandapam lagert die Vahanas (Fahrzeuge bei Prozessionen) der Utsavamurtis.

### Umgebender PfadAmmana Veedhi
Ammana Veedhi ist der Pfad um den Tempel herum (pradakshina). Eine Nandi Statue zur Göttin hin gerichtet (nach Westen) erwartet die Gläubigen vom Rajarajagopuram (von Osten).

### BrunnenKailasa-Roopa Pushkarini

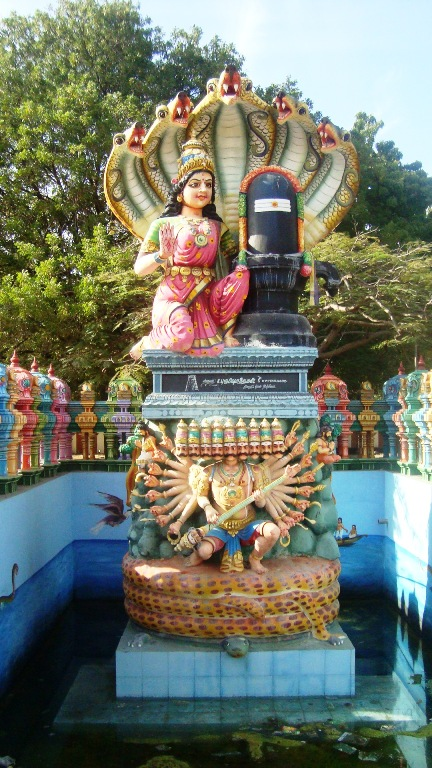
Kailasa-Roopa Pushkarini

Der Kailasa Roopa Pushkarini ist der tempeleigene Brunnen, der für Zeremonien genutzt wird. In diesem gibt es eine 4,5 Meter hohe Statue von Nagapooshani-Amman und Sri Kailasa-Nayinar Swami (als Shiva Linga) auf dem Ravana-Kailasa Vahanam. Die Schlangen über den Göttern spucken Wasser aus den Mündern und bilden damit eine Fontäne. Das Wasser des Brunnens wurde mit Gangajal aus Rishikesh geweiht.

## Feste

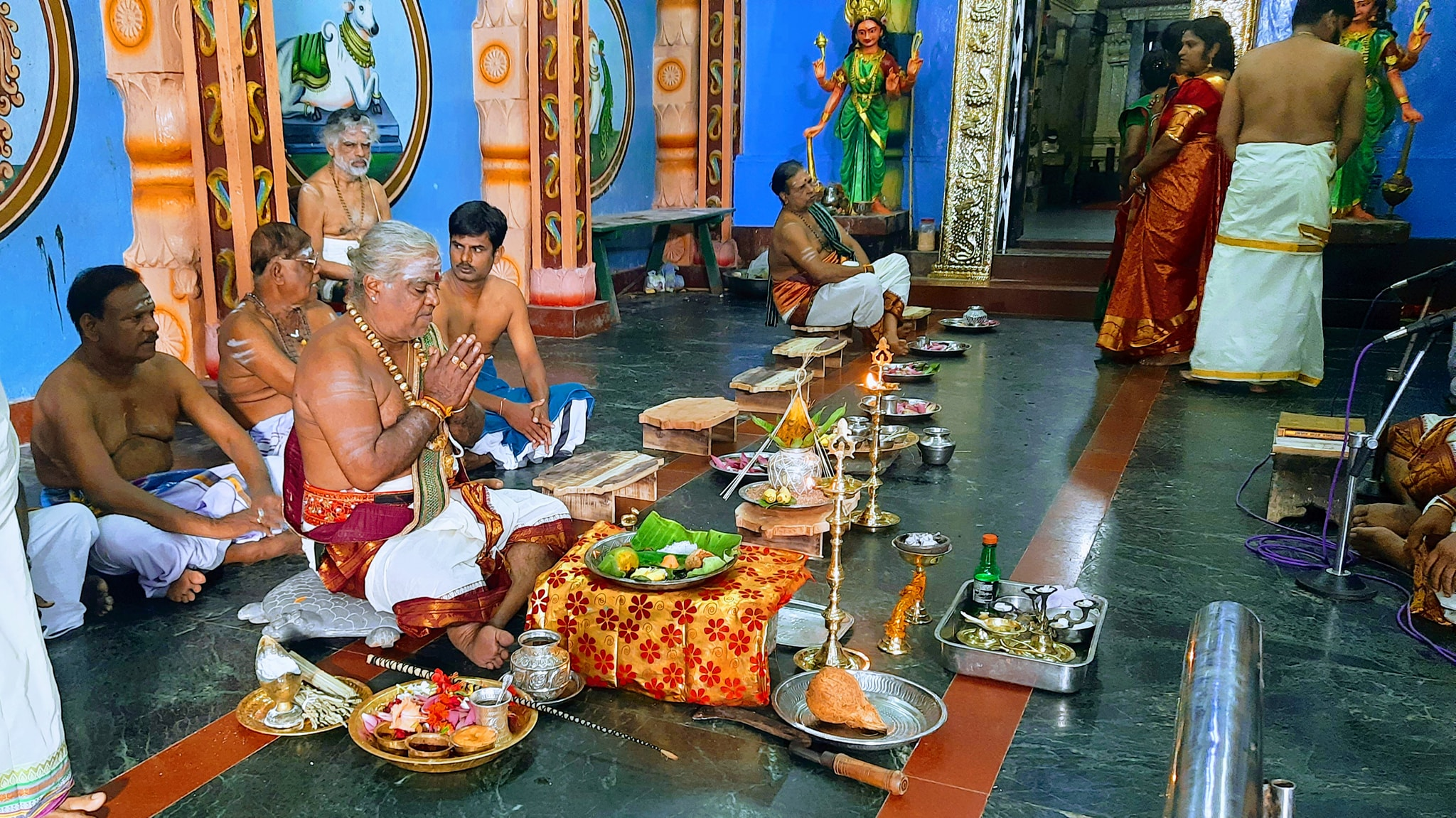
Einweihung einer weiteren Gottheit vor dem Zentralschrein

Jährliches Tempelfest

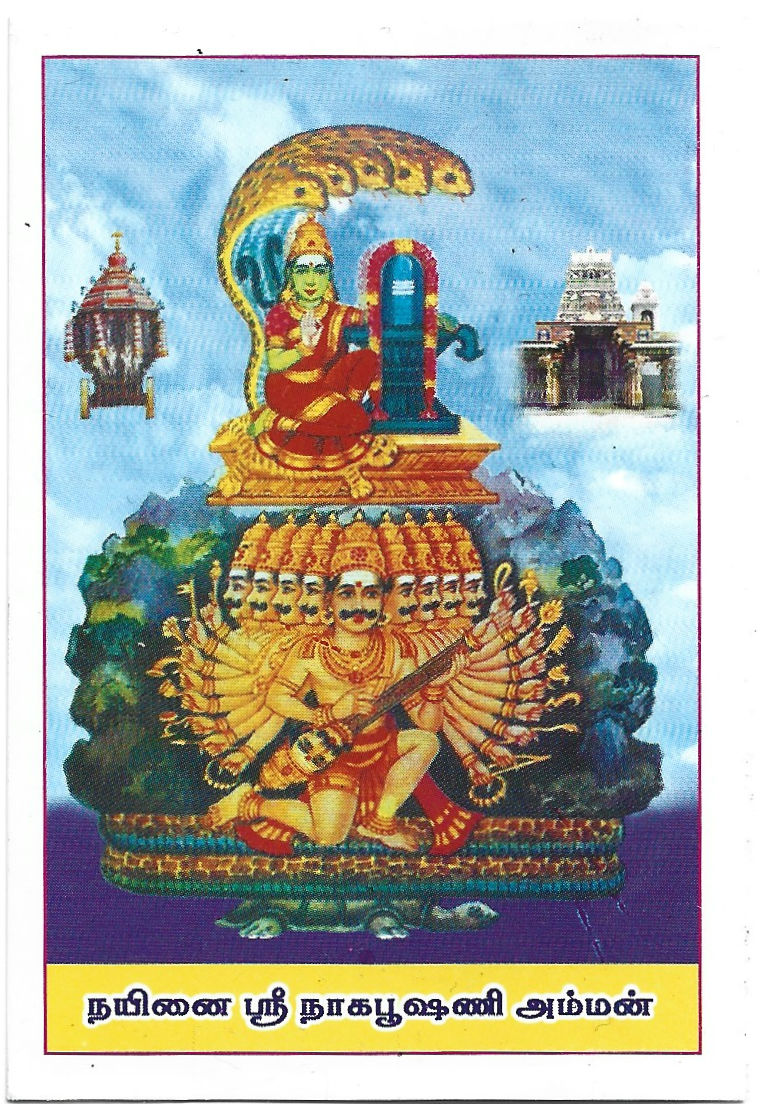
Gottheit Sri Nagapooshani Amman mit Shiva (als Lingam) sitzend auf Ravana - Im Hintergrund: Theer l. (Umzugswagen) und der Tempel r.

Die mehrtägigen Feierlichkeiten des Tempelfestes werden mit dem Hissen der Fahne eröffnet, gefolgt von einer großen Prozession sowie einer heiligen Waschung, und enden mit einer abendlichen Prozession um die Insel bei Donnermond. Es reisen etwa 100.000 Pilger aus der ganzen Welt an. Ursprünglich fand das Tempelfest zehntägig vom zehnten Tag bis zum zwanzigsten Tag des Monats Aani statt.
| Tag | Name des Festes        | Informationen     | Aktivität |
| --- | ---------------------- | ----------------- | --- |
| 0   | Shanti                 |                   | Für ein erfolgreiches Tempelfest wird Ganesha angebetet |
| 1   | Kodiyetram             | Anfangsritual     | Aufziehen einer Fahne am tempeleigenen Fahnenmast um 12 Uhr |
| 3   | Ganesha Puja           |                   | Waschung des Ganesha mit 108 Muschelschalen |
| 5   | Kudai Tiruvila         | „Schirmfest“      | Da die Göttin einen Schirm in Form der Atmosphäre gab bzw. die Erdbevölkerung mit ihrer Hand schützt, und die Göttin von einer Kobrahaube beschirmt wird, werden Schirme gefeiert. |
| 5   | Muttusapparam          |                   | Prozession mit drei Göttern nebeneinander |
| 6   | Murugan Puja           |                   | Waschung des Murugan mit 108 Muschelschalen |
| 7   | Kailaikaatchi          |                   | Prozession der Göttin auf den Berg Kailash |
| 9   | 108 Sankhabhishekam    |                   | 108 verschiedene Gaben werden der Göttin geopfert und sie wird damit gebadet. |
| 10  | Sivapuja Kailaikaatchi |                   | Prozession der Göttin mit Shiva auf den Berg Kailash |
| 10  | Tirumanjam             |                   | Prozession während der Dunkelheit |
| 11  | Garuda Sarpa Puja      |                   | Als Dank Garudas, die Schlange nicht zu töten, wird eine Puja abgehalten, da ohne Garuda bzw. die Schlange der Tempel nicht existieren würde. Abends Blumenfest                    |
| 12  | Kuthiraivahanam        |                   | Prozession mit einem Pferd als Transportmittel |
| 13  | Kailaikaatchi          |                   | Prozession der Göttin mit Shiva auf den Berg Kailash |
| 13  | Sapparam               |                   | vorbereitende Prozession für die große Prozession am Tag 14 |
| 14  | Theer                  | große Prozession  | große Prozession der Göttin Nagapooshani mit vielen Dekorationen und vielen Pilgern                                                                                                |
| 15  | Teertham               | Waschung          | Waschung der Göttin im tempeleigenen Stufenbrunnen |
| 15  | Kodiyitkam             | Abstieg der Fahne | Die Göttin wird auf eine Schaukel gesetzt und beruhigt |
| 16  | Poongavanam            | Abschlussritual   | Die Göttin wird in ein Boot gesetzt und um die Insel gefahren |

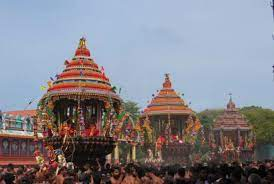
Die Prozessionswagen

Beim Theer-Festival am 14. Tag wird der Theer (Prozessionswagen) von vielen tausenden Gläubigen um den Tempel gezogen. Der Hauptwagen ist 10 m hoch und mit Skulpturen verziert. Die Prozession wird von einem kleineren Wagen von Ganesha angeführt, dem der große Nagapooshani-Amman-Festwagen und ein weiterer kleiner Festwagen für Muruga folgen. An diesem Tag kommen die meisten Gläubigen und Pilger, da die Sri-Lanka-Tamilen glauben, sie wären Nachkommen der Ureinwohner Sri Lankas (Naga), die schon damals die Göttin verehrten.
| Jahr | Hissen der Fahne | große Prozession | heilige Waschung | abendliche Prozession (Vollmond) |
| ---- | ---------------- | ---------------- | ---------------- | -------------------------------- |
| 2024 | 07. Juni 2024    | 20. Juni 2024    | 21. Juni 2024    | 22. Juni 2024                    |
| 2023 | 19. Juni 2023    | 02. Juli 2023    | 03. Juli 2023    | 04. Juli 2023                    |
| 2022 | 29. Juni 2022    | 12. Juli 2023    | 13. Juli 2023    | 14. Juli 2022                    |
| 2021 |                  |                  |                  |                                  |
| 2020 |                  |                  |                  |                                  |
| 2019 | 02. Juli 2019    | 15. Juli 2019    | 16. Juli 2019    | 17. Juli 2019                    |
| 2018 | 14. Juni 2018    | 27. Juni 2018    | 28. Juni 2018    | 29. Juni 2018                    |
| 2017 | 25. Juni 2017    | 8. Juli 2017     | 9. Juli 2017     | 10. Juli 2017                    |
| 2016 |                  |                  |                  |                                  |
| 2015 |                  |                  |                  |                                  |
| 2014 | 28. Juni 2014    | 11. Juli 2014    | 12. Juli 2014    | 13. Juli 2014                    |
| 2013 | 9. Juni 2013     | 22. Juni 2013    | 23. Juni 2013    | 24. Juni 2013                    |
| 2012 | 19. Juni 2012    | 2. Juli 2012     | 3. Juli 2012     | 4. Juli 2012                     |
| 2011 | 01. Juli 2011    | 14. Juli 2011    | 15. Juli 2011    | 16. Juli 2011                    |
| 2010 | 12. Juni 2010    | 25. Juni 2010    | 26. Juni 2010    | 27. Juni 2010                    |
| 2009 | 23. Juni 2009    | 06. Juli 2009    | 07. Juli 2009    | 08. Juli 2009                    |
| 2008 | 04. Juni 2008    | 17. Juni 2008    | 18. Juni 2008    | 19. Juni 2008                    |

## Die Nainai-Nagapooshani-Amman-Gemeinde im Ausland
Aufgrund des Bürgerkriegs in Sri Lanka floh ein Teil der Gläubigen ins Ausland, vor allem nach Deutschland, Kanada, Großbritannien, Italien und Dänemark. Davon waren geschätzt 2500 Personen Insulaner Nainativus. Aufgrund des hohen Stellenwerts der Frömmigkeit bei diesen, kam es dazu, dass es in jedem der genannten Länder mindestens einen Nagapooshani Amman Tempel gibt. Die Tempel sind oft nach dem Vorbild des Nainai Nagapooshani Amman Tempels gestaltet. Die Priester der neuen Tempel haben Ahnen unter den Priestern aus Nainativu. Es gibt mindestens fünf Tempel in Deutschland: Essen, Frankfurt am Main, Pforzheim und Krefeld. Ein weiterer ist in Norddeutschland in Planung (Stand 3/2022).
Es gibt Wohltätigkeitsvereine, deren Spenden der Unterstützung des Volkes auf Nainativu und des Tempels dienen sollen. Dafür wurde zusätzlich ein Verein gegründet der diese sammelt. Dieser soll auch mehr Touristen in den Norden Sri Lankas locken.

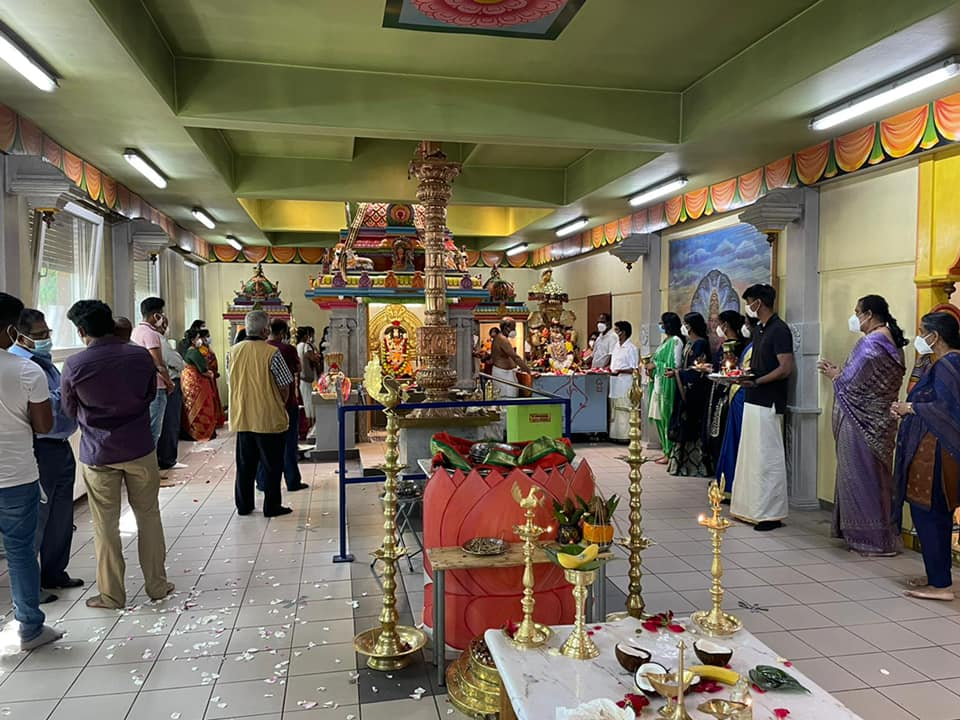
Nachahmung des Tempels in Krefeld